# Stefan Cygnarowicz
Stefan Cygnarowicz (ur. 1941) – polski inżynier ekonomista, samorządowiec, burmistrz Kłodzka w latach 1994–1995.

## Życiorys
Ukończył ekonomię na Politechnice Szczecińskiej, uzyskując tytuł magistra inżyniera. W 1956 roku przeprowadził się do Kłodzka, gdzie w latach 1966–1994 kierował oddziałem Polskiego Związku Motorowego. W 1994 roku został wybrany do rady miejskiej. W tym samym roku, 22 lipca powołano go na stanowisko burmistrza przez rządzącą koalicję SLD-PSL. Podczas tajnego głosowania jego kandydaturę poparło 20 na 22 obecnych radnych. W czasie jego rządów trwała odbudowa pierzei północnej rynku oraz oddano do użytku Halę Targową "Merkury" na osiedlu im. Leona Kruczkowskiego, która przyczyniła się do rozwoju handlu w mieście. Funkcję burmistrza sprawował przez rok, po czym został odwołany 28 września 1995 roku. 
Następnie pracował w Wojewódzkim Ośrodku Ruchu Drogowego w Wałbrzychu W latach 1998–2002 był radnym powiatu kłodzkiego z ramienia Akcji Wyborczej Solidarność.